# Drhtavke
Drhtavke (znanstveno ime Tremella) so rod gliv iz družine drhtavkark (Tremellaceae).

## Seznam drhtavk Slovenije[2]
- bela drhtavka (Tremella candida)
- drobcena drhtavka (Tremella exigua)
- oblotrosna drhtavka (Tremella globispora)
- rumena drhtavka (Tremella mesenterica)
- Steidlerjeva drhtavka (Tremella steidleri)